# (9300) Johannes
(9300) Johannes es un asteroide que forma parte del cinturón de asteroides y fue descubierto por Edward L. G. Bowell desde la Estación Anderson Mesa, en Flagstaff, Estados Unidos, el 14 de agosto de 1985.

## Designación y nombre
Johannes se designó al principio como 1985 PS.
Posteriormente, en 2000, fue nombrado en honor del astrónomo danés Johannes Andersen.

## Características orbitales
Johannes orbita a una distancia media del Sol de 2,658 ua, pudiendo acercarse hasta 1,702 ua y alejarse hasta 3,614 ua. Su excentricidad es 0,3596 y la inclinación orbital 7,486 grados. Emplea en completar una órbita alrededor del Sol 1583 días. El movimiento de Johannes sobre el fondo estelar es de 0,2274 grados por día.

## Características físicas
La magnitud absoluta de Johannes es 14,4.